# Покровка (Сахалинская область)
Покро́вка — село в городском округе «Долинский» Сахалинской области России, в 7 км от районного центра.

## География
Находится на берегу реки Найбы.

## История
До 1905 года название села — Покровское. После до 1945 года принадлежало японскому губернаторству Карафуто и называлось Курокава (яп. 黒川). После передачи Южного Сахалина СССР село 15 октября 1947 года получило современное название.

## Население
| 1925 | 1935 | 2002 | 2010 | 2013 | 2021 |
| ---- | ---- | ---- | ---- | ---- | ---- |
| 131  | ↗222 | ↗658 | ↘572 | ↘541 | ↘524 |

По переписи 2002 года население — 658 человек (309 мужчин, 349 женщин). Преобладающая национальность — русские (77 %).